# バイスタティック・レーダー
バイスタティック・レーダー(Bistatic radar)とは、レーダー波の送信機と受信機を離して設置し両者間を通信で結んだ、主に軍事用のレーダ・システム。

## 概要
ステルス機はレーダー電波の放射された方向とは異なる方向に反射させる工夫をしているが、この異なる方向の先に反射波を受信する専用レーダーがあればステルス機でも反射波を捉えることが可能となる。このためのレーダー・システムとして開発された。送信機と受信機を離して設置されており、両者間を通信路で結ぶことで、送信波の情報を受信機側に知らせたり、受信側から送信ビームの方向を指定したり送信の中止などを連絡できる。通常のレーダをモノスタティック・レーダーと呼ぶ。

## 歴史
20世紀末になってから登場したステルス機に対応する為の技術である。

## 技術

### 位置の特定
対象の位置は次の2つの交点から求められる。
- 送信側の送信した時間と受信側の受信した時間による差によって導かれる、2点を焦点とする楕円
- 受信側の受信角度による直線

送信側の送信角度もあれば精度が上がる。

### 長所
- バイスタティック・レーダーの技術を使えばステルス機をレーダで捉えられる。
- 敵は受信機の位置が容易に判らないため、送信機へ向けてノイズ波や欺瞞波の妨害波を放射されても探知に影響を受けずに済む。
- 容易に受信機の位置を移動できるため、さらに位置の特定は困難に出来る。
- 送信機と受信機の機種・メーカーの組み合わせが比較的自由になる可能性がある。
- 送信機と受信機が同一場所にある従来型レーダーをそのまま使用したままで、それをバイスタティック・レーダーの送信機として利用し、受信機を新たに別の場所で運用することでコストや手間を削減できる可能性がある。

### 課題と短所
- 送信側と受信側が高度に同期を取ることが求められる
- 通常の送信受信ビームが同一直線上に重なるレーダーでは、各瞬間に探知できる範囲は線状になるが、バイスタティック・レーダーでは送信ビームと受信ビームが異なった方向を向いているため探知できるのは2つのビームの交点だけであり、そのままでは探知の効率が著しく悪化する。
- システムが複雑になるという点も短所である。送信機側か受信機側のいずれかが機能を停止することでバイスタティック・レーダー・システム全体が機能を失う。

対応策
原子時計やGPS衛星により高度な同期が可能となっている。
フェーズド・アレイ・レーダーやその発展形ともいえるデジタル・ビーム・ホーミング（Digital beam forming）や高性能マイクロプロセッサによって複数の送信ビームや受信ビームを構成することで有効領域を広げることが可能となる。

## 発展技術

### マルチスタティック・レーダー
バイスタティック・レーダーの一種であるマルチスタティック・レーダー（Multistatic radar）は少なくとも3つの互いに離れた装置から構成される。2つの送信機と1つの受信機、1つの送信機と2つの受信機、2つ以上の送信機と2つ以上の受信機、という組み合わせのいずれかである。1つかそれ以上の受信機側で、1つかそれ以上の送信機から放射されたレーダー波の反射を受信し、分析を行なう。

### 擬似モノスタティック・レーダー
HFレーダー・システムでは送信機と受信機が電気的な分離のために数十km離れていることがあり、一見、バイスタティック・レーダーのようだが、レーダー覆域は1,000～5,000kmにも及ぶので、実際にはバイスタティック・レーダーではない。このようなレーダー・システムは擬似モノスタティック・レーダー（pseudo-monostatic radar）と呼ばれる。

### 前方散乱レーダー

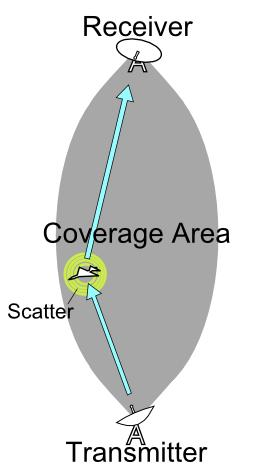

バイスタティック・レーダーの一種である前方散乱レーダー（Forward scatter radar）は、探知対象物を囲うように送信機と受信機がレーダー覆域の両端に置かれて送信ビームと受信ビームはほぼ向かい合わせに向けられる。送信されたエネルギーが探知対象物によって散乱をうける。前方散乱レーダーはバビネーの原理によって散乱はモデル化でき、送信機によりステルス塗装や形状が影響せずに航空機のシルエットが見えてレーダー反射断面（Radar cross section、RCS）がそのまま決められることで、ステルス航空機に対して対抗手段になる可能性がある。このモードでのレーダー反射断面はσ=4πA²/λ²で計算できる。Aはシルエットエリアであり、λはレーダー波長である。しかし、距離計測と方向、ドップラー偏移に関する情報量はきわめて限定されてしまうため、位置の特定や追跡は前方散乱レーダーにとってはとても困難なものとなる。これらの変数は囲いの中の対象の場所に関係なくすべてゼロになる傾向がある。
バビネーの原理：回折をおこさせるスクリーンのパターンが完全に逆の２つのスクリーンは同じ回折パターンを生じる